# Ponta das Bicudas
Ponta das Bicudas est un cap au sud-est de l'île de Santiago au Cap-Vert.

## Présentation
Ponta das Bicudas se trouve à 3 km à l'est du centre-ville de Praia, à proximité du quartier Achada Grande Tras. 
Le port de Praia se trouve à l'ouest du cap.